# Ernestine Myers
Pour les articles homonymes, voir Myers.
Ernestine Myers Morrissey, née le 7 janvier 1900 et morte le 29 juin 1991 est une danseuse américaine, Ziegfeld Girl et professeure de danse.

## Biographie
Ernestine Myers est la fille de Al Myers (en), joueur de base-ball.
Adolescente, Ernestine Myers fréquente le Collège de musique de Chicago (en) où elle étudie avec Marie Jung, maîtresse de ballet de l'Opéra Royal de Budapest. Elle étudie ensuite la danse avec Ruth Saint Denis et Ted Shawn à Los Angeles.
En 1917, elle tourne avec Carl Randall, comme partenaire,, et en 1919 et 1920, avec Paisley Noon,. En 1920, elle danse dans la comédie musicale Silks and Satins,.
Elle tourne avec les compagnies de vaudeville Keith et Shubert et devient la tête d'affiche du 81st Street Theatre de New York, du Palace Theatre et du Winter Gardens,,. Elle apparait également dans les Ziegfeld Follies et dans le film Sinbad avec Al Jolson.
En 1922, elle annule ses réservations et  retourne dans sa ville natale, Terra Haute, Indiana et  y fonde l'Ernestine Myer's School of Dance qu'elle dirige pendant 54 ans. Ses élèves dansent avec des compagnies de ballet et à Broadway. Elle prend sa retraite en 1978.

## Iconographie
Elle a été photographiée par Alfred Cheney Johnston qui a travaillé pour Florenz Ziegfeld pendant plus de 15 ans, prenant principalement des photographies publicitaires et promotionnelles des interprètes des Ziegfeld Follies.